# 达米安·琼斯
达米安·威廉·琼斯 （英語：Damian William Jones，1995年6月30日—），美国男子篮球运动员，場上位置為中鋒，現效力中国男子篮球职业联赛浙江稠州。

## 大学比赛
在范德堡大学的三个赛季里，琼斯共出战99场比赛，场均得到13.3分、6.4个篮板、1.69次盖帽和27.2分钟，并在大二和大三时均入选全南加州大学第一阵容。在大学生涯中，琼斯的命中率为56.6%，是范德堡大学历史上第三高的命中率，同时在学校历史盖帽榜上排名第二（167 次）。作为2015-16赛季的大三学生，琼斯在33场比赛中场均得到13.9分、6.9个篮板和1.64次盖帽，帮助范德堡队自2011-12赛季以来首次获得NCAA锦标赛入场券。
2016年4月14日，琼斯宣布参加NBA选秀，放弃了大学最后一年的参赛资格。

## 职业生涯

### 金州勇士（2016–2019）
琼斯在2016年NBA选秀大会上以总第30顺位被金州勇士选中。他于7月13日与勇士队签约，并在12月10日对阵孟菲斯灰熊的比赛中完成了自己的NBA首秀。2017年2月1日，在甲骨文球馆代表勇士队出战的首场比赛中，琼斯在126-111战胜夏洛特黄蜂的比赛中得到了个人NBA职业生涯的第一分。2016-17赛季，他出战了10场常规赛和4场季后赛。勇士隊重返NBA總決賽，並連續第二次奪冠。在他的前兩個賽季中，他多次被派往金州的G聯盟附屬球隊聖克魯斯勇士。

### 亞特蘭大老鷹（2019–2020）
2019年7月8日，瓊斯和一個2026年第二輪選秀權被交易到亞特蘭大老鷹，以換取奧馬里·斯佩爾曼。

### 鳳凰城太陽（2020–2021）
2020年11月30日，瓊斯與鳳凰城太陽簽下了一份為期2年的合約。

### 洛杉磯湖人（2021）
2021年2月26日，瓊斯與洛杉磯湖人簽下了一份為期10天的合約。3月11日，湖人隊與他簽下了第二份為期10天的合約。

### 沙加緬度國王（2021–2022）
2021年4月7日，瓊斯與沙加緬度國王簽訂了一份為期10天的合約，十天後，他簽署了第二份合同。4月28日，他在出場6次，包括2次先發後，與國王隊簽訂了一份多年合約。

### 洛杉磯湖人（2022–2023）
2022年7月1日，瓊斯與洛杉磯湖人簽約。

### 猶他爵士（2023）
2023年2月9日，瓊斯在涉及明尼蘇達灰狼的三隊交易中被交易到猶他爵士。
2023年6月20日，瓊斯行使了259萬美元的球員選項，在2023-24賽季重返爵士隊。

### 克利夫蘭騎士（2023–2024）
2023年7月8日，瓊斯被交易到克利夫蘭騎士。

### 浙江稠州（2024–至今）
2024年8月2日，中国男子篮球职业联赛浙江稠州與瓊斯簽約。

## 生涯數據

### NBA

#### 例行賽
| 賽季     | 球隊 | GP  | GS | MPG  | FG%  | 3P%  | FT%  | RPG | APG | SPG | BPG | PPG |
| -------- | ---- | --- | -- | ---- | ---- | ---- | ---- | --- | --- | --- | --- | --- |
| 2016–17† | GSW  | 10  | 0  | 8.5  | .500 | —    | .300 | 2.3 | .0  | .1  | .4  | 1.9 |
| 2017–18† | GSW  | 15  | 0  | 5.9  | .500 | —    | .600 | .9  | .1  | .1  | .2  | 1.7 |
| 2018–19  | GSW  | 24  | 22 | 17.1 | .716 | —    | .649 | 3.1 | 1.2 | .5  | 1.0 | 5.4 |
| 2019–20  | ATL  | 55  | 27 | 16.1 | .680 | .222 | .738 | 3.7 | .6  | .5  | .7  | 5.6 |
| 2020–21  | PHX  | 14  | 0  | 6.7  | .500 | .000 | .545 | 1.3 | .3  | .1  | .4  | 1.6 |
| 2020–21  | LAL  | 8   | 6  | 14.0 | .941 | —    | .917 | 3.3 | .1  | .1  | .9  | 5.4 |
| 2020–21  | SAC  | 17  | 4  | 20.1 | .657 | .250 | .714 | 4.5 | 1.4 | .5  | 1.0 | 6.9 |
| 2021–22  | SAC  | 56  | 15 | 18.2 | .658 | .345 | .718 | 4.4 | 1.2 | .5  | .8  | 8.1 |
| 2022–23  | LAL  | 22  | 1  | 8.0  | .541 | .000 | .750 | 2.5 | .2  | .1  | .5  | 2.5 |
| 2022–23  | UTA  | 19  | 0  | 15.8 | .714 | .714 | .778 | 3.5 | .6  | .3  | .5  | 4.6 |
| 生涯     | 生涯 | 240 | 75 | 14.6 | .662 | .383 | .706 | 3.4 | .7  | .4  | .7  | 5.2 |

#### 季後賽
| 賽季  | 球隊 | GP | GS | MPG | FG%   | 3P% | FT%  | RPG | APG | SPG | BPG | PPG |
| ----- | ---- | -- | -- | --- | ----- | --- | ---- | --- | --- | --- | --- | --- |
| 2017† | GSW  | 4  | 0  | 5.3 | .429  | —   | .500 | 1.5 | .0  | .5  | .3  | 1.8 |
| 2018† | GSW  | 4  | 0  | 2.8 | .500  | —   | .667 | .8  | .0  | .0  | .0  | 1.0 |
| 2019  | GSW  | 4  | 1  | 2.0 | 1.000 | —   | .500 | .5  | .0  | .0  | .0  | .8  |
| 生涯  | 生涯 | 12 | 1  | 3.3 | .500  | —   | .571 | .9  | .0  | .2  | .1  | 1.2 |

## 外部連結
- 达米安·琼斯在NBA（英语）
- 达米安·琼斯在中国男子篮球职业联赛
- 达米安·琼斯在Basketball-Reference.com（NBA）（英语）
- 达米安·琼斯在Basketball-Reference.com（NBA G聯盟）（英语）
- 达米安·琼斯在Basketball-Reference.com（國際）（英语）
- 达米安·琼斯在Sports-Reference.com（NCAA）（英语）
- 达米安·琼斯在ESPN（NBA）（英语）
- 达米安·琼斯在Eurobasket.com（球員）（英语）
- 达米安·琼斯在Proballers（英语）
- 达米安·琼斯在RealGM（英语）
- 达米安·琼斯在中国篮球数据库
- 达米安·琼斯在Flashscore（英语）